# Mighty Mouse: The New Adventures
Mighty Mouse: The New Adventures è una serie televisiva a cartoni animati prodotta da Bakshi-Hyde Ventures e CBS Terrytoons e basata sul personaggio di Mighty Mouse.

## Episodi

### Stagione 1 (1987)
- 01. Night on Bald Pate / Mouse from Another House
- 02. Me-Yowww! / Witch Tricks
- 03. Night of the Bat-Bat / Scrap-Happy
- 04. Catastrophe Cat / Scrappy's Field Day
- 05. The Bagmouse / The First Deadly Cheese
- 06. This Island Mouseville / Mighty's Musical Classics
- 07. The Littlest Tramp / Puffy Goes Berserk
- 08. The League of Super-Rodents / Scrappy's Playhouse
- 09. All You Need is Glove / It's Scrappy's Birthday
- 10. Aqua-Guppy / Animation Concerto
- 11. The Ice Goose Cometh / Pirates with Dirty Faces
- 12. Mighty's Benefit Plan / See You in the Funny Papers
- 13. Heroes and Zeroes / Stress for Success

### Stagione 2 (1988)
- 14. Day of the Mice / Still Oily After All These Years
- 15. Mighty's Wedlock Whimsy / Anatomy of a Milquetoast
- 16. Bat with a Golden Tongue / Mundane Voyage
- 17. Snow White & the Motor City Dwarfs / Don't Touch that Dial
- 18. Mouse and Supermouse / The Bride of Mighty Mouse
- 19. A Star is Milked / Mighty's Tone Poem